# بشیرآباد (نهاوند)
بشیرآباد (نهاوند)، روستایی از توابع بخش مرکزی شهرستان نهاوند است.

## مردم
مردم این روستا غالباً به بروجرد مهاجرت کرده‌اند مهم‌ترین طوایف این روستا کلهری و سرمیلی هستند که به زبان لری سخن می‌گویند.این  .روستا دارای بزرگان و یلان نامی وغیوری همچو استاد شکارچی کلوالی کلهری، سردار کلهری بزرگ مرد حومه نهاوند، علی شیرکلهری شکارچی  بزرگ سهران،شیرآبادوحومه،تشمال کلهری،بوده است،لازم به ذکر که است که طایفه سرمیلی چند دسته است که سرمیلی های شیرآباد از اصیل ترین طوایف سرمیلی لر هستند که اصالت آن ها طبق گفته ها به طرحان و رومشگان بازمیگردد و طبق گفته  ها در طرحان صاحب دلاوری های  بسیار بوده اند

## جمعیت
این روستا در دهستان گاماسیاب (نهاوند) قرار دارد و براساس سرشماری مرکز آمار ایران در سال ۱۳۹۵، جمعیت آن ۱۱۸ نفر (۲۹خانوار) بوده‌است.